# Маскил
Маскил (Маскиль, ивр. מַשְׂכִּיל‎, множ. маскилим) — просвещенный, «уразумевший».
К этому термину особенно охотно прибегал Авраам ибн-Эзра в тех случаях, когда он, опасаясь обвинений в свободомыслии, высказывал свои воззрения лишь намеками; он при этом добавлял: והמשכיל יבין — и разумеющий поймет. [Охотно этим эпитетом обозначали себя древнейшие караимы]. В позднейшей эпохе слово «маскилизм» означает целую полосу в истории культурного просвещения еврейства.
«Маскилим» называли поборников светского знания, которое они стремились распространить среди евреев при помощи еврейской литературы. О мировоззрении «маскилим», об их стремлениях и о роли, сыгранной ими в еврейской жизни и литературе, — см. Хаскала. У хасидов под словом «маскилим», в отличие от «Оведа» (ивр. עובד אלוהים‎, служитель Бога), понимают знатока хасидской литературы.